# Calliotropis carlotta
Calliotropis carlotta är en snäckart som först beskrevs av Dall 1889.  Calliotropis carlotta ingår i släktet Calliotropis och familjen pärlemorsnäckor. Inga underarter finns listade i Catalogue of Life.